# Idioma aragonés
El aragonés es una lengua romance de la península ibérica hablada actualmente en el norte de Aragón, donde tiene estatus de lengua propia. De acuerdo a fuentes gubernamentales, el número de hablantes de la lengua asciende a 25 556 personas, 56 235 incluyendo hablantes pasivos. 
Otras fuentes académicas de la Universidad de Zaragoza rebajan los datos para 2025 y lo cifran en unas 35.000 personas que tienen algún tipo de contacto con el aragonés y de ellas, entre 12.000 y 24.000 serían hablantes competentes, y unas 8.000 lo usarían de forma cotidiana.
También se le denomina altoaragonés o fabla aragonesa. Se habla principalmente en el norte de la provincia de Huesca, en las comarcas de La Jacetania, Alto Gállego, Sobrarbe y la parte occidental de Ribagorza, aunque se habla también, algo castellanizado, en otras comarcas de la zona. 
Presenta una ortografía normalizada, aunque no aceptada por todas las asociaciones y usuarios, pero no una gramática, por lo que hay numerosas variedades locales, cada una de las cuales recibe el nombre del área en la que se hablan: jaqués, belsetán, cheso, ansotano, chistavino, patúes, etc.
Las variedades más orientales (como las del valle de Benasque) tienen características de transición con el catalán.
No existen datos sobre el uso de la lengua entre los hablantes que han emigrado a comarcas no aragonófonas. Asimismo, existe un número indeterminado de neohablantes que han aprendido el aragonés en un intento por impulsar este idioma amenazado de extinción.

## Denominación
La denominación formal más común de la lengua es aragonés, nombre con el que se la conoce local e internacionalmente. Al estadio medieval de la lengua se le llama navarroaragonés, aunque la filología moderna hace distinción entre los romances medievales de Navarra y Aragón.
Fabla aragonesa, o simplemente fabla es otra denominación popularizada en el último cuarto del siglo XX, empleada en los dialectos occidentales del aragonés (documentada en Hecho, Ansó, Ayerbe, Luesia y Uncastillo).
También es posible encontrar la denominación altoaragonés como sinónimo, pero su uso actual es minoritario.
Durante algún tiempo la lengua fue conocida legalmente en Aragón como Lengua aragonesa propia de las áreas pirenaica y prepirenaica (LAPAPYP), debido a la aprobación de la Ley de Lenguas en Aragón de 2013 durante el gobierno del Partido Popular en la comunidad.
Es común la denominación de la lengua mediante los nombres de las diferentes variedades locales, como se explica en párrafos anteriores.

## Variedades
| Bloque occidental - Ansotano - Cheso - Aragüesino - Aisino - Jaqués                         | Bloque central - Aragonés centro-occidental - Tensino - Panticuto - Aragonés de la tierra de Biescas - Aragonés del valle de Acumuer - Serrablés - Aragonés de Ballibasa - Aragonés de Sobrepuerto - Aragonés centro-oriental - Aragonés de la ribera de Fiscal - Bergotés - Aragonés del valle de Vió - Aragonés del valle de Puértolas - Aragonés del valle de Tella - Belsetano - Aragonés de Sierra Ferrera | Bloque oriental - Chistabino - Fovano - Aragonés ribagorzano - Altorribagorzano o benasqués o patués - Mediorribagorzano o de Campo - Bajorribagorzano - Grausino - Estadillano - Foncense | Variedades dialectales del aragonés. |
| Bloque meridional - Ayerbense - Aragonés somontanés - Navalés - Aragonés del Viejo Sobrarbe | Bloque meridional - Ayerbense - Aragonés somontanés - Navalés - Aragonés del Viejo Sobrarbe | Dialectos de transición - Castellano aragonés | Variedades dialectales del aragonés. |

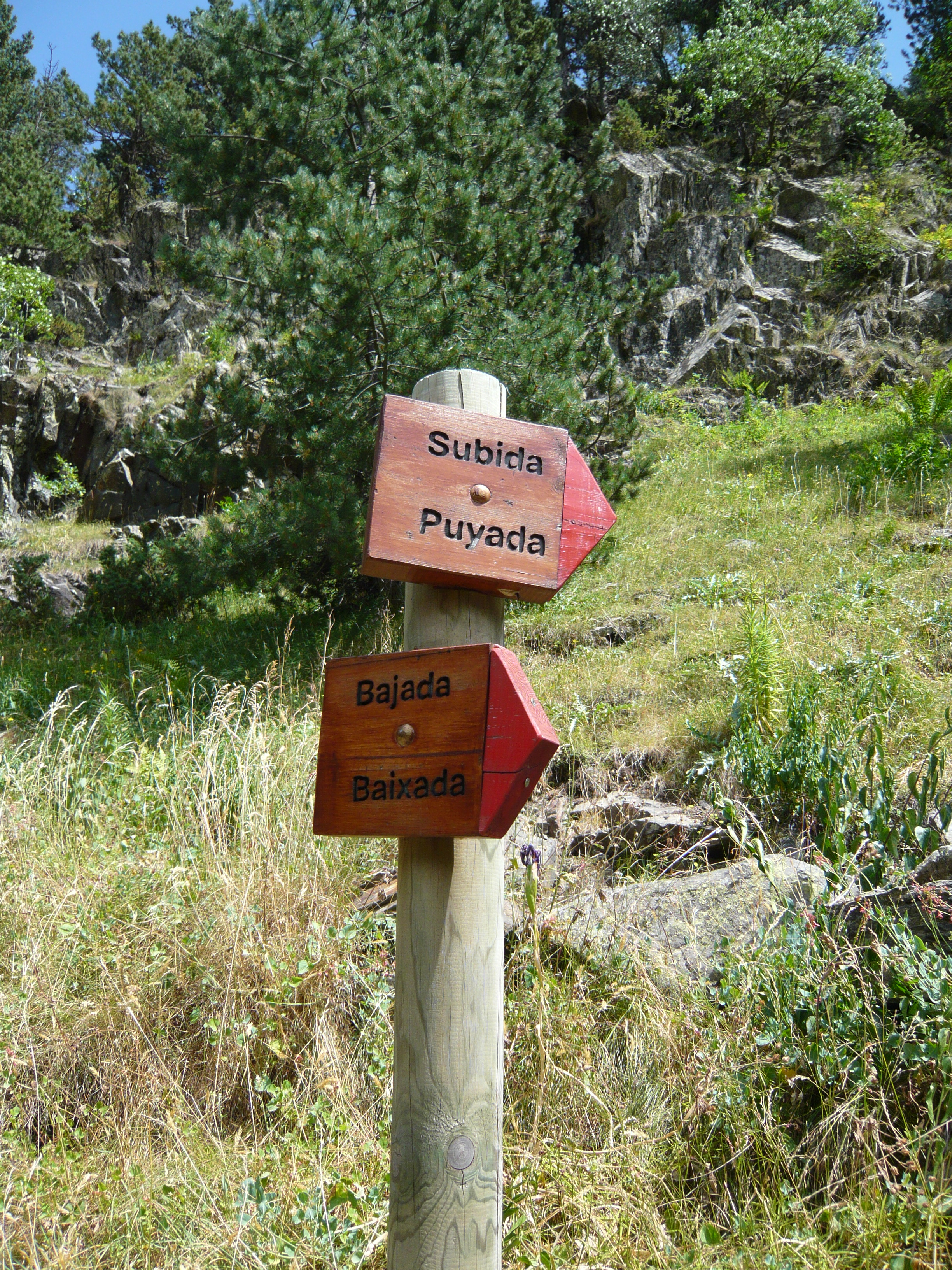
Señal bilingüe en aragonés y castellano situada en Benasque.

La clasificación más aceptada establece cuatro grupos, dentro de los cuales se clasifican las diferentes variedades:
- Aragonés occidental
- Aragonés central
- Aragonés oriental
- Aragonés somontanés o meridional

Popularmente, la falta de referentes lingüísticos claros y una diglosia multisecular han favorecido la falta de conciencia unitaria entre los hablantes de la lengua aragonesa y, en las zonas donde el dialecto propio se ha conservado mejor, los hablantes suelen utilizar nombres locales. Por ejemplo:
- ansotano: en el valle de Ansó
- Cheso: en  el valle de Hecho
- Panticuto: en Panticosa
- Belsetano: en Bielsa
- Chistabino: en el Valle de Gistaín
- Patués: en el valle de Benasque
- Ribagorzano: en Ribagorza

Existen algunos dialectos del aragonés en los valles del Pirineo axial, una variedad con rasgos más general en el Somontano (más castellanizada) y formas de transición entre ambas.
Las hablas más orientales del dialecto ribagorzano, junto con las más occidentales del catalán ribagorzano, pueden considerarse una variante romance de transición, compartiendo características con el catalán y con el aragonés.

## Filiación lingüística
El aragonés forma parte del continuo dialectal que enlaza la mayoría de los romances vernaculares en Europa suroccidental. Aparece como un romance puente entre los dominios lingüísticos de las lenguas occitano-romances y de las lenguas iberorromances. Un estrato  más antiguo muestra la presencia de elementos galorrománicos, que han sido sustituidos en época más reciente por otros iberorrománicos. El aragonés presenta variadas afinidades con el gascón y el catalán, más acentuadas en el pasado pues en la actualidad ha perdido muchos de los elementos que lo unían con los romances vecinos, y hoy quedan solo en forma de reductos dialectales en el Alto Cinca.

### Grupo pirenaico-mozárabe
Ethnologue clasifica el aragonés junto al mozárabe, postulando un hipotético grupo pirenaico-mozárabe, clasificación discutible ya que el mozárabe tiene evoluciones fonéticas peculiares no compartidas ni por el aragonés ni por ninguna otra lengua romance de la península.

### Grupo occitano-romance o íbero-romance
Aunque algunos lingüistas clasifican al aragonés en el grupo de lenguas iberorromances, el aragonés presenta unas divergencias que lo separan de los romances del oeste peninsular (castellano, astur-leonés y gallego-portugués), relacionándolo más con el catalán y el occitano (especialmente el occitano gascón), y con el resto de la Romanía en general. Un ejemplo es el caso de la conservación de las partículas pronominalo-adverbiales ibi/bi/i y en/ne. En su léxico elemental, el aragonés también cuenta con un porcentaje superior de vocablos más cercanos al catalán (especialmente el catalán occidental) y al gascón, que no pasa con el castellano, aunque eso depende también de la variedad de aragonés. Así pues, se presupone un origen occitanorrománico con la posterior castellanización.
Así pues, el aragonés occidental no comparte ya tanto léxico con los vecinos orientales como lo hace el central o el oriental. 

### Posición intermedia
Como consecuencia, el aragonés moderno es un idioma romance posicionado entre el conjunto occitanorrománico y el iberorromance, haciendo de puente entre el castellano y el catalán, pero también en muchos casos entre el castellano y el gascón. El hecho de compartir con el gascón y el catalán noroccidental (y en ocasiones con el vasco) una serie de vocablos exclusivos provenientes del latín, pone también al aragonés en un subgrupo llamado en ocasiones pirenaico. A su vez, su arcaísmo en algunas ocasiones lo acerca al asturiano frente al castellano.
Estas clasificaciones hacen que el aragonés pueda aparecer como el más sudoccidental de las occitanorromances, pirenaicas y galorromances o a veces como el más oriental de las lenguas iberorromances (cuando no se incluyen el catalán o el occitano).

## Descripción lingüística

### Fonología y grafía
Los fonemas están entre barras oblicuas / /, los alófonos de un fonema están entre corchetes [ ], la notación ortográfica está en cursiva y sigue la ortografía de la Academia del Aragonés.

#### Vocales
|                               | Anteriores                          |                                     | Centrales                           |                                     | Posteriores                         |
| Cerradas                      | \| i /i/ u /u/ e /e/ o /o/ a /a/ \| | \| i /i/ u /u/ e /e/ o /o/ a /a/ \| | \| i /i/ u /u/ e /e/ o /o/ a /a/ \| | \| i /i/ u /u/ e /e/ o /o/ a /a/ \| | \| i /i/ u /u/ e /e/ o /o/ a /a/ \| |
|                               | \| i /i/ u /u/ e /e/ o /o/ a /a/ \| | \| i /i/ u /u/ e /e/ o /o/ a /a/ \| | \| i /i/ u /u/ e /e/ o /o/ a /a/ \| | \| i /i/ u /u/ e /e/ o /o/ a /a/ \| | \| i /i/ u /u/ e /e/ o /o/ a /a/ \| |
|                               | \| i /i/ u /u/ e /e/ o /o/ a /a/ \| | \| i /i/ u /u/ e /e/ o /o/ a /a/ \| | \| i /i/ u /u/ e /e/ o /o/ a /a/ \| | \| i /i/ u /u/ e /e/ o /o/ a /a/ \| | \| i /i/ u /u/ e /e/ o /o/ a /a/ \| |
| Medias                        | \| i /i/ u /u/ e /e/ o /o/ a /a/ \| | \| i /i/ u /u/ e /e/ o /o/ a /a/ \| | \| i /i/ u /u/ e /e/ o /o/ a /a/ \| | \| i /i/ u /u/ e /e/ o /o/ a /a/ \| | \| i /i/ u /u/ e /e/ o /o/ a /a/ \| |
|                               | \| i /i/ u /u/ e /e/ o /o/ a /a/ \| | \| i /i/ u /u/ e /e/ o /o/ a /a/ \| | \| i /i/ u /u/ e /e/ o /o/ a /a/ \| | \| i /i/ u /u/ e /e/ o /o/ a /a/ \| | \| i /i/ u /u/ e /e/ o /o/ a /a/ \| |
|                               | \| i /i/ u /u/ e /e/ o /o/ a /a/ \| | \| i /i/ u /u/ e /e/ o /o/ a /a/ \| | \| i /i/ u /u/ e /e/ o /o/ a /a/ \| | \| i /i/ u /u/ e /e/ o /o/ a /a/ \| | \| i /i/ u /u/ e /e/ o /o/ a /a/ \| |
| Abiertas                      | \| i /i/ u /u/ e /e/ o /o/ a /a/ \| | \| i /i/ u /u/ e /e/ o /o/ a /a/ \| | \| i /i/ u /u/ e /e/ o /o/ a /a/ \| | \| i /i/ u /u/ e /e/ o /o/ a /a/ \| | \| i /i/ u /u/ e /e/ o /o/ a /a/ \| |
| i /i/ u /u/ e /e/ o /o/ a /a/ |                                     |                                     |                                     |                                     |                                     |

Un acento gráfico (á, é, í, ó, ú) indica una posición irregular del acento tónico.

#### Consonantes
|                       | labiales | labiales    | labiovelares | labiovelares | interdentales | interdentales | dentales u alveolares | dentales u alveolares | palatales u postalveolares | palatales u postalveolares | velares   | velares         |
|                       | sordas   | sonoras     | sordas       | sonoras      | sordas        | sonoras       | sordas                | sonoras               | sordas                     | sonoras                    | sordas    | sonoras         |
| --------------------- | -------- | ----------- | ------------ | ------------ | ------------- | ------------- | --------------------- | --------------------- | -------------------------- | -------------------------- | --------- | --------------- |
| oclusivas             | p /p/    | b /b/ [b~β] |              |              |               |               | t /t/                 | d /d/ [d~ð]           |                            |                            | c, qu /k/ | g, gu /g/ [g~ɣ] |
| fricativas            | f /f/    |             |              |              | z /θ/         |               | s /s/                 |                       | x, ix /ʃ/                  |                            |           |                 |
| africadas             |          |             |              |              |               |               |                       |                       | ch /tʃ/                    |                            |           |                 |
| nasales               |          | m /m/       |              |              |               |               |                       | n /n/ [n~ɱ~ŋ]         |                            | ny /ɲ/                     |           |                 |
| laterales             |          |             |              |              |               |               |                       | l /l/                 |                            | ll /ʎ/                     |           |                 |
| vibrantes             |          |             |              |              |               |               |                       | rr, r- /rr/           |                            |                            |           |                 |
| batidas               |          |             |              |              |               |               |                       | r /r/ (o /ɾ/)         |                            |                            |           |                 |
| aproximantes (glides) |          |             |              | u /w/        |               |               |                       | i, y /j/              |                            |                            |           |                 |

### Evolución diacrónica de la fonología
Algunos rasgos históricos del aragonés comparados con los de otras lenguas (abreviaturas usadas: esp = español; cat = catalán; occ = occitano; port = portugués; galport = galaico-portugués; ast = asturiano; mwl = mirandés; gal = gallego; moz = mozárabe):
- Las O y E breves tónicas del latín resultan sistemáticamente en los diptongos [we] y [je]

| Latín | Evolución         | Otras lenguas                                                                            |
| --- | ----------------- | ---------------------------------------------------------------------------------------- |
| VÉTULA | > vet'la > viella | esp: vieja ast: vieya mwl: bielha cat: vella gal: vella port: velha moz: biecha          |
| ÓCULUS | > oc'lo > uello   | esp: ojo ast: güeyu mwl: uolho cat: ull gal: ollo port: olho moz: wuel                   |
| PONS | > puent           | esp: puente ast: ponte mwl: puonte cat: pont galport: ponte occ: pont/pònt moz: al-bont  |
| FERRUM | > fierro          | esp: hierro ast: fierru mwl: fierro cat: ferro galport: ferro occ: fèrre/hèr moz: fierro |
| También diptongaba en [wa], [ja] en algunas hablas centrales hoy extintas (puande, vialla) o en algunas palabras (balluaca). El diptongo [we] también diptongaba ocasionalmente en [wo]: (luogo). |                   |                                                                                          |

- Diptongación delante de yod de estas O, E abiertas:

| Latín   | Evolución  | Otras lenguas                                                  |
| ------- | ---------- | -------------------------------------------------------------- |
| FOLIA   | > fuella   | esp: hoja ast: fueya mwl: fuolha cat: fulla occ: fuèlha/huelha |
| SPEC'LU | > espiello | esp: espejo ast: espeyu mwl: speilho cat: espill occ: espelh   |

- Pérdida de la -E final átona:

| Latín  | Evolución | Otras lenguas                                                              |
| ------ | --------- | -------------------------------------------------------------------------- |
| GRANDE | > gran    | esp: grande ast: grande mwl: grande cat: gran occ: grand/gran port: grande |
| FRONTE | > frent   | esp: frente ast: frente mwl: frente cat: front occ: front/frònt            |

- A diferencia de las otras lenguas romances con un posible sustrato eusquérico, como el español y el occitano gascón, el aragonés preserva la F- romance inicial:

| Latín | Evolución | Otras lenguas                                                                 |
| ----- | --------- | ----------------------------------------------------------------------------- |
| FILIU | > fillo   | esp: hijo ast: fíu mwl: filho cat: fill occ: filh/hilh port: filho gal: fillo |

- La yod romance (GE-,GI-,I-) deriva en africada postalveolar sorda [ʧ]:

| Latín  | Evolución | Otras lenguas                                                                               |
| ------ | --------- | ------------------------------------------------------------------------------------------- |
| IUVEN  | > choven  | esp: joven ast: xoven mwl: joben (poco utilizado) cat: jove occ: jove port: jovem gal: xove |
| GELARE | > chelar  | esp: helar ast: xelar cat: gelar occ: gelar port: gelar gal: xear                           |

- Igual que en asturleonés (parcialmente), occitano (parcialmente) y en gallego-portugués, los grupos cultos romances -ULT-, -CT- derivan en [jt]:

| Latín | Evolución | Otras lenguas                                                                       |
| --- | --------- | ----------------------------------------------------------------------------------- |
| FACTU | > feito   | esp: hecho ast: fechu/feitu mwl: feito cat: fet occ: fach/fait/hèit galport: feito  |
| MULTU | > muito   | esp: mucho ast: muncho/mueitu mwl: muito cat: molt occ: molt gal: moito port: muito |
| NOCTE | > nueit   | esp: noche ast: nueche/nueite mwl: nuite cat: nit occ: nuèch/nuèit galport: noite   |
| Existe reducción en algunas variedades, como la belsetana, chistabina y benasquesa (feto, muto/molto, nuet/nit), e hibridaciones con la forma castellana (fecho). |           |                                                                                     |

- Los grupos romances -X-, -PS-, SCj- derivan en fricativa palatal sorda ix [ʃ]:

| Latín | Evolución | Otras lenguas                                                |
| ----- | --------- | ------------------------------------------------------------ |
| COXU  | > coixo   | esp: cojo ast: coxu mwl: coxo cat: coix occ: cuèissa/cueisha |

- Como en casi todos los romances occidentales, y a diferencia del español, los grupos romances -Lj-, -C'L-, -T'L- derivan en aproximante lateral palatal ll [ʎ]:

| Latín | Evolución | Otras lenguas                                                                       |
| --- | --------- | ----------------------------------------------------------------------------------- |
| MULIERE | > muller  | esp: mujer ast: muyer mwl: mulhier cat: muller occ: molhèr port: mulher gal: muller |
| ACUT'LA | > agulla  | esp: aguja ast: aguya mwl: agulha cat: agulla occ: agulha port: agulha gal: agulla  |
| En ocasiones, especialmente en el aragonés antiguo, las soluciones eran -T- o -CH-: mandiata, vetiecho (frente a la mayoritaria vetiello)... |           |                                                                                     |

- Igual que en español, en catalán (parcialmente), en occitano (parcialmente), en asturleonés y en gallego, V resulta en /b/:

| Latín  | Evolución | Otras lenguas                                                                                   |
| ------ | --------- | ----------------------------------------------------------------------------------------------- |
| VALORE | > valor   | esp: valor [b-] ast: valor [b-] mwl: balor cat: valor [b-/v-] occ: valor [b-/v-] gal: valor [b] |

- La -B- latina permanece en las terminaciones del imperfecto de indicativo en la segunda y tercera conjugación: teneva (es: tenía, cat: tenia, port: tinha).

### Morfosintaxis

#### Determinantes

##### Posesivos
Los posesivos tienen función determinativa cuando van precedidos del artículo definido. El sustantivo determinado puede encontrarse en mitad de la combinación:
- Lo mio campo (mi campo); la mia casa (mi casa); la casa mia (mi casa); etc.

En ocasiones no hay artículo:
- Casa nuestra ye cerqueta d'aquí (nuestra casa está cerquita de aquí).

Con algunos sustantivos referentes a parientes cercanos, se emplea también la forma corta del posesivo, que no va acompañada de artículo:
- Mi pai (mi padre); tu mai (tu madre).

#### Pronombres

##### Partículas pronominalo-adverbiales (o pronombres adverbiales)
El aragonés, como muchas de las lenguas romances pero a diferencia de la mayoría de las iberorromances, conserva derivados de las formas latinas INDE e IBI en las partículas pronominoadverbiales: en/ne, bi/hi/hie (castellano antiguo y, francés en, y; catalán en, hi).

##### Combinaciones de formas pronominales
La combinación común en aragonés de los pronombres personales de tercera persona de complemento directo e indirecto solo distingue el número en el indirecto (li/le; lis/les) pero los dos géneros y números se reducen a una sola forma (en/ne) en el directo.
- Li'n / Le'n
- Lis ne / Les ne

Esta forma es bastante particular si se compara con la de las lenguas vecinas, en las cuales o bien no hay distinción de género y número en el indirecto (en castellano) o bien diferencia de número y género en el complemento directo (en catalán):
- En aragonés: Las mazanas, a Chusepa, li'n daban siempre que en quereba.
- En español: Las manzanas, a Josefa, se las daban siempre que quería.
- En catalán: Les pomes, a Josepa, les hi / li les donaven sempre que en volia.

Hay que tener en cuenta que existen formas en algunos dialectos aragoneses que sí tienen marcado el género y número del complemento directo. Así sucede en las formas ribagorzanas lo i, la i, los i, las i; o en las formas belsetanas le'l / le lo, le la, le's / le los, le las, comparables con las combinaciones de pronombres li'l, li la, etc., propias del valenciano actual y presentes en el catalán antiguo.
- Las mazanas, a Chusepa, las i daban siempre que en queriba.
- Las mazanas, a Chusepa, le las daban siempre que en quereba.

#### Preposiciones
La mayoría de preposiciones tienen el mismo origen latino que sus cognados en catalán y castellano. De entre las que no, las que más destacan son:
- Enta, o su variante más moderna ta, proviene según Joan Corominas de una contracción de la forma ent, desde el latín vulgar inde más la preposición a. Su significado es equivalente al del castellano hacia. En dialectos como en chistavín y el benasqués, la preposición ta significa lo previamente mencionado más lo que en castellano es la preposición para. Cognado con el gascón entà.[11]
- Dezaga, tomado del árabe andalusí صَقَا (ṣaqā), del árabe صَقَا (ṣaqā, "trasero") precedido por la preposición de.
- Dica, del latín de hinc ad, en castellano se traduce en hasta. Tiene cognados con el gallego deica y el asturiano dica.
- Dichós/dijos, del latín vulgar deorsum, es equivalente al yuso medieval castellano. Su significado equivale, pues, al "bajo/debajo" castellano. Uso restringido al ribagorzano

Las otras preposiciones, aunque puedan tener cambios en el significado, son cognados con las castellanas y catalanas, como de, a, en, per, pa, pora/pera/para, cuentra, dende, sobre, sin, seguntes, entre, debant, con/dan, durant, meyant...

#### Evolución gramatical diacrónica
A diferencia del español, la -B- latina tiende a permanecer en más ocasiones en las terminaciones del pretérito imperfecto de indicativo en las conjugaciones segunda y tercera:
- Aragonés: teneba
- Español: tenía
- Catalán: tenia
- Occitano: teniá/tienèva
- Gallego-portugués: tinha

## Codificación

### Ortografía

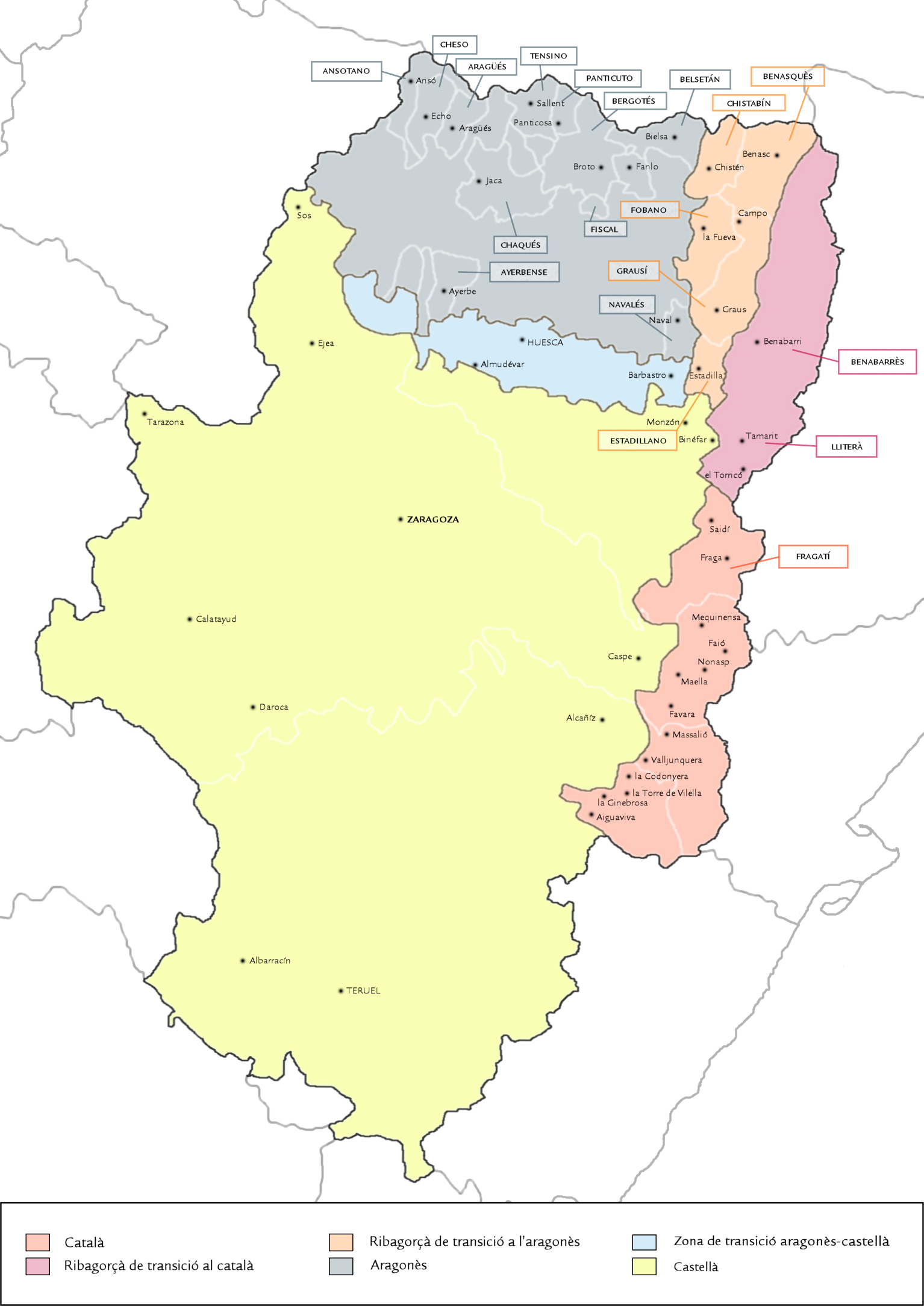
Variedades lingüísticas dentro de Aragón.

Se han propuesto diversas ortografías para el aragonés, ninguna de las cuales ha tenido carácter oficial, hasta que en abril de 2023 la Academia Aragonesa de la Lengua aprobó la Ortografía oficial del aragonés:
- La grafía de Huesca de 1987: fue la grafía de uso mayoritario en el movimiento de recuperación del aragonés aunque no estuvo generalizada del todo, concretamente entre los escritores dialectales. Se fijó en el año 1987 en el I Congreso para la Normalización del Aragonés, celebrado en Huesca, aunque ya usaban una ortografía parecida algunos autores en los años anteriores. Su objetivo es representar los fonemas de manera casi uniforme, sin atender la etimología. Por ejemplo, v y b pasan a b, o también ch, j, g(+e), g(+i) pasan a ch. Ciertas soluciones calcan el español, como la ñ y los acentos gráficos. La Academia del Aragonés creada por el II Congreso del Aragonés publicó en 2010 su Propuesta Ortográfica Provisional. Por eso, algunas asociaciones y particulares que utilizaban la grafía de 1987 (además de algunos escritores dialectales que utilizaban ortografías particulares o basadas en el castellano) han pasado a emplear la ortografía de la Academia, mientras que otros escritores y lingüistas continúan utilizando y publicando en esta grafía.

- La grafía SLA: surgió en el año 2004 con la fundación de la Sociedad de Lingüística Aragonesa (SLA). Fue minoritaria en el uso. Su aspiración fue reemplazar la grafía de Huesca, estimada demasiado españolizada, para restituir al aragonés sus tradiciones gráficas medievales que eran coincidentes en algunos rasgos con el catalán y al occitano. Por ejemplo, distinción de v y b, que corresponden a dos fonemas distintos del aragonés medieval; o también ch, j, g(+e), g(+i) son distintas. Para representar el fonema palatal nasal se propuso ny, acorde con la costumbre gráfica medieval más extendida, en lugar ñ. Los acentos gráficos funcionan de forma parecida al catalán y al occitano.

- La ortografía de la Academia del Aragonés: la falta de generalización completa de la grafía de Huesca y su contestación por la SLA, así como el aparente aplazamiento sine die de la esperada Ley de Luengas, provocó que buena parte de las asociaciones y particulares que usaban las normas gráficas del I Congreso del Aragonés, junto con otras asociaciones y particulares de las zonas de uso de la lengua que nunca las habían utilizado, iniciaran en 2005 un proceso llamado Chuntos por l'Aragonés (en español: Juntos por el Aragonés). El objetivo de este proceso era reivindicar la unidad de la lengua y conseguir celebrar un II Congreso del Aragonés que crease una autoridad lingüística para el aragonés. Este proceso dio lugar a la creación de la Academia del Aragonés en 2006. Este nuevo organismo, formado por personas con posturas bastante diferentes respecto a la normalización de la lengua, recibió el reconocimiento de algunas instituciones para desarrollar una ortografía de mayor consenso y elaborar también una variedad estándar de aragonés, así como el rechazo de otros sectores. Después de más de tres años de trabajo publicó en febrero de 2010 sus primeros resultados: la Propuesta Ortográfica Provisional de la Academia del Aragonés, que se hicieron definitivos en junio de ese mismo año, después de un proceso de estudio de las enmiendas elaboradas por la comunidad. La ortografía propuesta está basada en la ponderación de los principios de historicidad, identidad, coherencia paradigmática, diasistematicidad y funcionalidad. La solución adoptada en la propuesta provisional es más acorde con la etimología y el aragonés medieval (distinción etimológica de v y b, empleo de ny), pero en algún caso descartan el trato etimológico en favor de la funcionalidad (uso general del dígrafo ch para ch, j, g(+e), g(+i). Otros aspectos reflejan la búsqueda de coherencia paradigmática y la diasistematicidad (como la grafía 'tz' para plurales y formas verbales pronunciadas /θ/ en aragonés general, pero /ts/ en benasqués).

- La Grafía Aragonesa de Compromís , –de manera abreviada GAC–  es una propuesta ortográfica  redactada en febrero de 2016 por usuarios comprometidos con la lengua aragonesa (escritores o estudiosos como Ánchel Conte) . Sus impulsores consideran que la situación de caos ortográfico que existe en el aragonés es preocupante y poco positivo. No es una ortografía oficial, igual que tampoco las mencionadas antes. Es una nueva propuesta que intenta recoger los usos gráficos comunes de todas estas ortografías mencionadas.

- Ha sido voluntad de la Dirección General del Gobierno de Aragón, en junio de 2017, poner en marcha un procedimiento tendente a establecer una grafía común para la lengua aragonesa y sus modalidades lingüísticas que supere la actual situación en la que coexisten diversas propuestas, ninguna de las cuales gozaba de carácter oficial. La ortografía resultante de dicho proceso no fue aceptada por ninguna de las tres entidades que avalaban el proceso , pues tras el anuncio de SLA y EFA, el Consello d'a Fabla Aragonesa decidió no secundarla en asamblea plenaria celebrada en noviembre de 2017. No obstante, la Dirección General de Política Lingüística publicó en el Boletín Oficial de Aragón del 28 de junio de 2017 una resolución dando publicidad a algunos aspectos básicos de la representación gráfica de la lengua aragonesa.

| Fonemas                                                  | Ortografía del Estudio de Filología Aragonesa | Grafía de Huesca de 1987                                                                                           | Grafía SLA |
| -------------------------------------------------------- | --- | --- | --- |
| /a/                                                      | a | a | a |
| /b/                                                      | b, v según la etimología latina. Ej: bien, servicio, val, activo, cantaba, debant | b Ej: bien, serbizio, bal, autibo, cantaba, debán                                                                  | b, v según la etimología romance, como en catalán y occitano. Ej: bien, servício, val, activo, cantava, devant |
| /k/                                                      | - c - qu delante de e, i | - c - qu delante de e, i                                                                                           | - c - qu delante de e, i |
| /kw/                                                     | Si hay 'q' etimológica, como en catalán y un poco en occitano: - qu delante de a, o. - qü delante de e, i. Ej: quan, qüestión. | cu como en español Ej: cuan, cuestión                                                                              | Si hay 'q' etimológica, como en catalán y un poco en occitano: - qu delante de a, o. - qü delante de e, i. Ej: quan, qüestion. |
| /tʃ/                                                     | ch Ej: chaminera, minchar, chusticia, cheografía | ch Ej: chaminera, minchar, chustizia, cheografía                                                                   | - ch. - j (g debant de e, i) según la etimología, como en catalán y occitano. Ej: chaminera, minjar, justícia, geografia |
| /d/                                                      | d | d | d |
| /e/                                                      | e | e | e |
| /f/                                                      | f | f | f |
| /g/                                                      | - g - gu delante de e, i | - g - gu delante de e, i                                                                                           | - g - gu delante de e, i |
| /gw/                                                     | - gu delante de a, o - gü delante de e, i | - gu delante de a, o - gü delante de e, i                                                                          | - gu delante de a, o - gü delante de e, i |
| h etimológica, muda después del latín                    | Escrita según la etimología. Ej: historia, hibierno | No escrita. Ej: istoria, ibierno                                                                                   | Escrita como en aragonés medieval y en catalán. Ej: história, hivierno |
| /i/                                                      | i | i | i |
| /l/                                                      | l | l | l |
| /ʎ/                                                      | ll | ll | ll |
| /m/                                                      | m | m | m |
| /n/                                                      | n | n | n |
| /ɲ/                                                      | ny como en aragonés medieval y como en catalán Ej: anyada | ñ como en español Ej: añada                                                                                        | ny como en aragonés medieval y como en catalán Ej: anyada |
| /o/                                                      | o | o | o |
| /p/                                                      | p | p | p |
| /r/                                                      | r | r | r |
| /rr/                                                     | - rr - r- inicial | - rr - r- inicial                                                                                                  | - rr - r- inicial |
| /s/                                                      | s (también entre dos vocales, nunca ss*) | s (también entre dos vocales, nunca ss*)                                                                           | s (también entre dos vocales, nunca ss*) |
| /t/                                                      | t | t | t |
| -t final etimológica, muda en aragonés contemporáneo     | Escrita como en aragonés medieval, en catalán y en occitano. Ej: sociedat, debant, chent | No escrita. Ej: soziedá, debán, chen                                                                               | Escrita como en aragonés medieval, en catalán y en occitano. Ej: sociedat, devant, gent |
| /u, w/                                                   | u | u | u |
| /jʃ/ (dialectos orientales) /ʃ/ (dialectos occidentales) | ix como grafía soporte para todos los dialectos Ej: baixo | x Ej: baxo | - ix (dialectos orientales). - x (dialectos occidentales). Ej: baixo (oriental) = baxo (occidental) |
| /j/                                                      | - y inicial y entre dos vocales - i en los otros casos | - y inicial y entre dos vocales - i en los otros casos                                                             | - y inicial y entre dos vocales - i en los otros casos |
| /θ/                                                      | - z delante de a, o, u. - c delante de e, i (quitando formaciones internacionales, y algunas palabras de origen griego o árabe). - z en posición final (pero tz como grafía soporte en plurales y formas verbales procedentes de t+s que en benasqués son ts). Ej: zona, Provenza, fetz, centro, servicio, realizar, verdatz. | z Ej: zona, Probenza, fez, zentro, serbizio, realizar, berdaz.                                                     | - z delante de a, o, u, en posición inicial. - ç delante de a, o, u, en posición interior. - z en posición final. - c delante de e, i. - z en las formaciones internacionales (cultismos griegos, préstamos, con una z en el origen). Ej: zona, Provença, fez, centro, servício, realizar, verdaz. |
| Cultismos                                                | No se escriben las tendencias a la asimilación. Ej: dialecto, extension y lexico. | Se escriben las tendencias a la asimilación. Ej: dialeuto, estensión pero lecsico.                                 | No se escriben todas las tendencias a la asimilación. Ej: dialecto, extension y lexico. |
| Escritura del acento tónico (en negrita en los ejemplos) | Modelo español, solo en agudas, permitiéndose la no-acentuación. Ej: - historia, gracia, servicio - mitolochía, cheografía, María, río - atención - choven, cantaban | Modelo español. Ej: - istoria, grazia, serbizio - mitolochía, cheografía, María, río - atenzión - choben, cantaban | Modelo portugués, catalán y occitano. Ej: - história, grácia, servício - mitologia, geografia, Maria, rio - atencion - joven, cantavan |

### Estandarización
La variedad estándar del aragonés se está elaborando todavía, pero hay dos concepciones divergentes.
- Los defensores de la grafía de Huesca (en particular el núcleo directivo del Consello d'a Fabla Aragonesa) elaboran poco a poco una variedad estándar llamada aragonés común o aragonés estándar, que selecciona más las características occidentales que orientales. Pero ciertos puntos todavía no están del todo solucionados. ¿Se prefiere los participios pasados en -ato -ata o en -au -ada? ¿Se acepta la forma ro/ra del artículo definido, simultáneamente con las formas más generales o/a y lo/la?
- Los defensores de la grafía SLA (en particular la Sociedad de Lingüística Aragonesa) estiman que el modelo precedente del aragonés común, al que califican peyorativamente de neoaragonés, se ha establecido con mucha imprudencia, con un desconocimiento de los dialectos reales y con formas muy artificiales. Según la SLA, eso provocaría una desconexión importante entre los hablantes naturales y un estándar ineficaz. La SLA intenta elaborar un estudio más riguroso de los dialectos y crear estándares dialectales, que servirían de base finalmente a una variedad estándar más general y ulterior, pero conectada con el conocimiento real de los dialectos. También la SLA insiste en el hecho de que el benasqués está en medio del aragonés y el catalán, y a su vez cabe recibir un estándar particular.

## Historia de la lengua

Evolución histórica del aragonés.

Tiene su origen en el latín vulgar que se formó en los valles pirenaicos aragoneses durante los siglos vii y viii en un área presumiblemente de sustrato eusquérico. La lengua recibe, en su período medieval, la denominación de aragonés medieval. Recibía a principios del siglo XX también entre lingüistas la denominación de navarroaragonés aunque desde hace medio siglo, tras estudios comparados, ambos reinos usaban lenguas romances propias, distinguibles. En su génesis el reino de Pamplona y el condado de Aragón, luego reino, compartieron su uso en la zona no vascohablante.
La Reconquista, o expansión del primitivo Reino de Aragón hacia el sur sobre tierras musulmanas, llevaría consigo el idioma por todo el territorio conquistado, siendo los siglos XIII y XIV aquellos en que abarcaría su mayor extensión. La unión del Reino de Aragón con el Condado de Barcelona en lo que sería la Corona de Aragón supuso una importante influencia mutua entre la lengua aragonesa y la lengua catalana. La Cancillería Real tendría el latín, el catalán y el aragonés por lenguas de uso, y ocasionalmente el occitano.
El principal personaje de la lengua aragonesa fue sin duda Juan Fernández de Heredia, fundador del linaje y Gran Maestre de la Orden de San Juan del Hospital de Jerusalén con sede en Rodas. Escribió un amplio catálogo de obras en aragonés y además tradujo diversas obras del griego al aragonés, por vez primera en la Europa medieval.
Con la instauración, en 1412, de la dinastía castellana de los Trastámara en la Corona de Aragón, el castellano se va convirtiendo progresivamente en la lengua de la corte y de la nobleza aragonesa. Las clases altas y los núcleos urbanos serán los primeros focos de castellanización, quedando el aragonés cada vez más relegado a lengua de ámbito rural o doméstico, y a sufrir un desprestigio social progresivo.
Los siglos posteriores al Decreto de Nueva Planta de Felipe V supondrían la implantación casi total de la lengua castellana en Aragón, donde actualmente es el único idioma oficial y la lengua familiar de la mayoría de los aragoneses.
En los años posteriores a la dictadura de Franco, el aragonés contó con una notable revitalización, que llevó a la creación de asociaciones defensoras y promotoras del idioma, a progresivos intentos de estandarización de los dialectos –así como de unas normas ortográficas consensuadas–, a una creciente creatividad artística, principalmente literaria, y a una búsqueda de su cooficialidad en varios municipios altoaragoneses. Sin embargo, y a pesar del aumento de estudiantes de aragonés y de gente concienciada con la salvaguarda del idioma, este sigue contando con muy poca ayuda por parte de las instituciones, y su estado de conservación es cada vez más precario entre sus hablantes nativos. Hoy las hablas aragonesas mejor conservadas se dan en los valles jacetanos de Hecho y Ansó (llamado Cheso), en el valle de Gistaín, en el valle de Tena — donde mejor se conserva es en Panticosa (conocido como panticuto)—, y las hablas de la Ribagorza occidental, principalmente en Benasque.

### Lapapyp
Entre los años 2013 y 2015 se utilizó desde instancias oficiales en Aragón el glotónimo de lengua aragonesa propia de las áreas pirenaica y prepirenaica (también conocida de forma extraoficial como LAPAPYP o lapapyp) para referirse al aragonés, de acuerdo con la Ley de Lenguas.
Esta denominación se aprobó el 9 de mayo de 2013 en las Cortes de Aragón, y también se previó la creación de una Academia Aragonesa de la Lengua con el objeto de determinar los topónimos y nombres oficiales de la comunidad. Tras las elecciones autonómicas de 2015, el nuevo gobierno socialista de Aragón anunció su intención de derogar la ley.
Esta nueva denominación nació a raíz de una iniciativa del gobierno aragonés, el Proyecto de ley de uso, protección y promoción de las lenguas y modalidades lingüísticas propias de Aragón, y fue aprobado en el parlamento de Aragón con los votos favorables del PP y del PAR, pese a los votos en contra del PSOE, CHA e IU. CDC se manifestaron en contra.
Esta ley supuso la derogación de la anterior Ley de Lenguas del año 2009. Sus promotores afirmaron que la antigua «dividía a los aragoneses, y que ni sus creadores cumplieron», que la aplicación de aquella supondría un gasto total de «cerca de 39 millones de euros» y que fue elaborada con «un criterio social y cultural». Sus opositores sostuvieron que esta denominación carecía de «rigor académico» y la calificaron de «ridículo y bochorno». Todas las enmiendas presentadas por la oposición (73 de PSOE, 53 de CHA y 42 de IU) fueron rechazadas.
La polémica generada comenzó ya antes de haberse aprobado y parte de esta giró en torno al catalanismo y el anticatalanismo.

## Situación actual

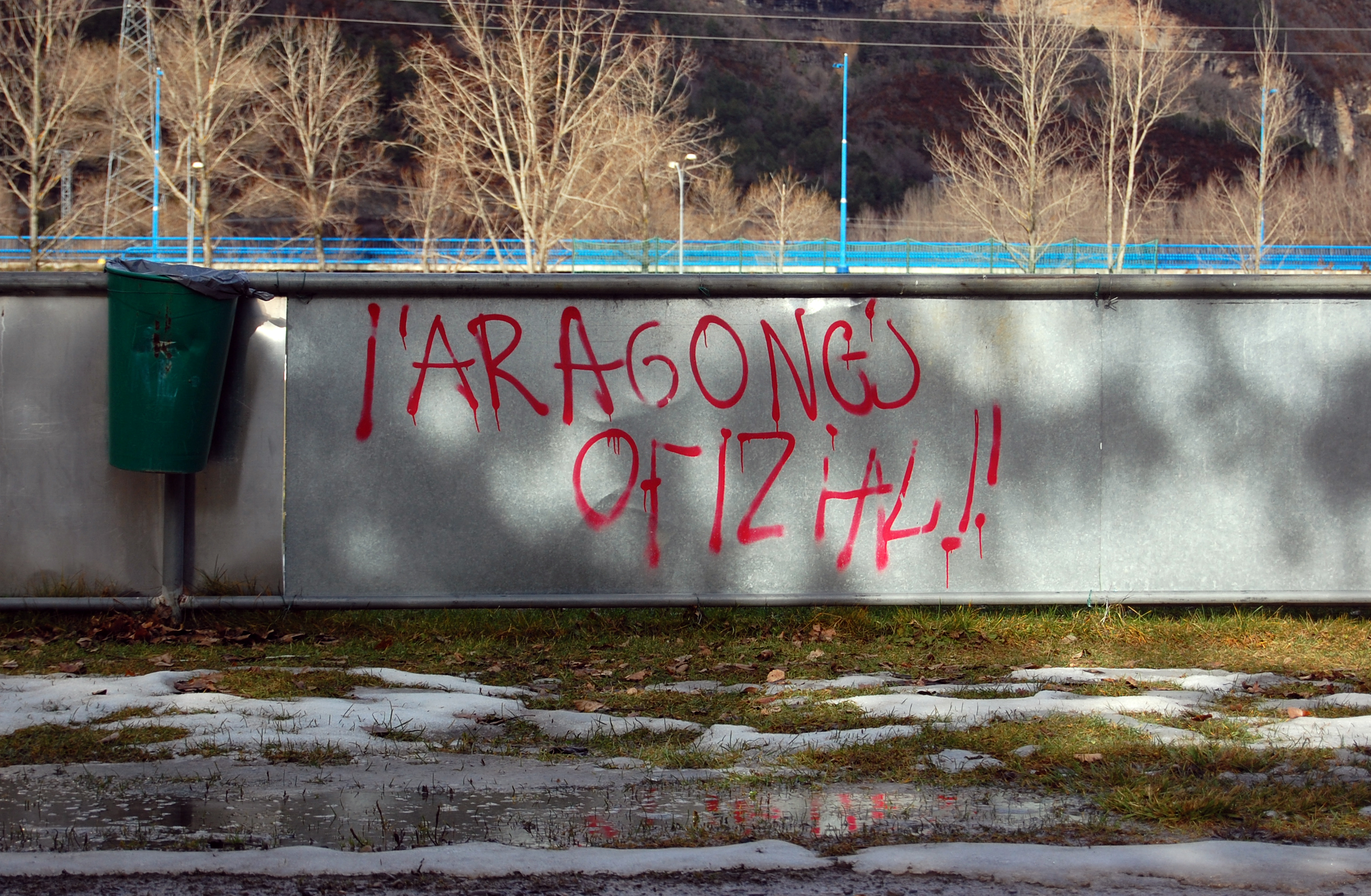
Grafiti pidiendo la oficialidad del aragonés en Biescas.

Este idioma está considerado por el Atlas interactivo Unesco de las lenguas en peligro en el mundo como una lengua en peligro de desaparición.
En 2009 se legisló sobre el uso del idioma aragonés a través de la "LEY 10/2009, de 22 de diciembre, de uso, protección y promoción de las lenguas propias de Aragón", más conocida como Ley de Lenguas de Aragón de 2009, donde se decía que la lengua aragonesa era una lengua propia original e histórica de Aragón y se daban unos derechos lingüísticos como poder usarla oralmente y por escrito en las administraciones públicas aragonesas. Tras ella se creó la Academia de la Lengua Aragonesa, el 5 de abril de 2011.
Posteriormente, el 9 de marzo de 2013 esta ley fue derogada al aprobarse Ley de Lenguas de Aragón de 2013 (oficialmente, Ley 3/2013 de uso, protección y promoción de las lenguas y modalidades lingüísticas de Aragón), aprobada por las Cortes de Aragón el 9 de mayo de 2013, que establece el marco de regulación de la pluralidad lingüística de Aragón. Esta nueva Ley de Lenguas hace referencia al aragonés bajo la denominación de lengua aragonesa propia de las áreas pirenaica y prepirenaica. La aprobación de la ley contó con el apoyo del PP y el PAR, partidos que en ese momento tenían la mayoría en la cámara aragonesa, mientras que se opusieron a la ley el PSOE, IU y CHA.
La Academia Aragonesa de la Lengua (en aragonés, Academia Aragonesa d'a Luenga) es la entidad reguladora del idioma aragonés. Se define como institución científica aragonesa de carácter oficial y público, cuya creación se aprobó en el marco de la aprobación de la citada ley. En su sesión extraordinaria del 3 de abril de 2023, el Pleno de la Academia Aragonesa de la Lengua aprobó la Ortografía de l’aragonés, la normativa ortográfica oficial vigente del aragonés.

### Educación
La enseñanza del aragonés se introdujo en la enseñanza formal en el curso 1997/1998, mediante un programa piloto que se implementó en las escuelas de las localidades de Biescas, Jaca, Aínsa y Benasque. Desde entonces, se han producido avances notables y en la actualidad es una lengua que se enseña en más de 30 centros educativos del territorio del Alto Aragón y cuenta con más de 1300 alumnos y alumnas de Educación Infantil, Educación Primaria y Educación Secundaria. Además, existe un buen número de recursos educativos para el aprendizaje de este idioma en todos los niveles educativos.
Desde el curso 2020/2021 el profesorado de aragonés es formado en la Facultad de Ciencias Humanas y de la Educación de la Universidad de Zaragoza, donde existe una mención en lengua aragonesa dentro de los estudios del Grado en Magisterio en Educacación Infantil y del Grado en Magisterio en Educación Primaria. Además, desde esta misma facultad se viene impartiendo desde el curso 2010/2011 el Diploma de Especialización en Filología Aragonesa, que tiene como objetivo principal la formación específica de profesores de lengua aragonesa para los centros educativos no universitarios de Aragón.

### Conocimiento del aragonés
En 2017, la Dirección General de Política Lingüística de Aragón calculó que entre 10 000 a 12 000 personas hablaban regularmente el aragonés, y en total había unos 30 000-50 000 hablantes, incluyendo personas que lo entienden, lo hablan esporádicamente o lo hablan muy mezclado con el castellano. Según un estudio de la Universidad de Zaragoza de 2011, 8788 personas hablaban el aragonés. En 2011, la Asociación Aragonesa de Sociología calculó que lo hablaba 25 556 personas. De estas 25 556 personas, 17 009 declararon saber escribir en aragonés. El 30 % de sus hablantes tenía más de 65 años y el 5 % tenía menos de 16 años de edad.
| Declara saber hablar aragonés (por comarca, 2011) | Declara saber hablar aragonés (por comarca, 2011) | Declara saber hablar aragonés (por comarca, 2011) |
| Comarca                                           | Número de hablantes                               | Número de hablantes                               |
| ------------------------------------------------- | ------------------------------------------------- | ------------------------------------------------- |
| La Jacetania                                      | 5,5 %                                             | 991                                               |
| Hoya de Huesca                                    | 2,3 %                                             | 1509                                              |
| Alto Gállego                                      | 4,2 %                                             | 604                                               |
| Sobrarbe                                          | 10,4 %                                            | 785                                               |
| Somontano de Barbastro                            | 5,1 %                                             | 1219                                              |
| Cinca Medio                                       | 4,3 %                                             | 1033                                              |
| Ribagorza                                         | 20,7 %                                            | 2647                                              |
| Total                                             | -                                                 | 8788                                              |

### Distribución geográfica
La lengua se habla principalmente en los valles del Pirineo aragonés y, con un grado creciente de castellanización, se extiende hacia el sur hasta Huesca. Las áreas en las que se conserva el aragonés clasificadas de mayor a menor vitalidad son: Ribagorza (con diversas variedades dialectales), valle de Hecho, valle de Chistau, valle de Ansó, valle de Bielsa, zona de Ayerbe, valle de Aragüés, Cinca Medio, Somontano de Barbastro, Alto Gállego y valle de Tena, Sobrarbe central, valle de Basa, ribera del Gállego y valle de Rasal, Jacetania, ribera de Fiscal, Somontano de Huesca, valle de Broto y valle de Canfranc.
Las comarcas donde pervive el aragonés son: la Jacetania, el Alto Gállego, el Sobrarbe, la Ribagorza, las Cinco Villas, la Hoya de Huesca, el Somontano de Barbastro, el Cinca Medio y los Monegros.
El Anteproyecto de la Ley de Lenguas de Aragón de 2001 reconocía como municipios que pueden ser declarados zonas de utilización predominante de su respectiva lengua o modalidad lingüística propia o zonas de utilización predominante del aragonés normalizado a los siguientes municipios: Abiego, Abizanda, Adahuesca, Agüero, Aínsa-Sobrarbe, Aísa, Albero Alto, Albero Bajo, Alberuela de Tubo, Alcalá del Obispo, Alerre, Almudévar de Cinca, Almunia de San Juan, Alquézar, Angüés, Ansó, Antillón, Aragüés del Puerto, Ardisa, Argavieso, Arguis, Ayerbe, Azara, Azlor, Bagüés, Bailo, Banastás, Barbastro, Barbués, Barbuñales, Bárcabo, Benasque, Berbegal, Biel-Fuencalderas, Bierge, Biescas, Bisaurri, Biscarrués, Blecua y Torres, Boltaña, Borau, Broto, Caldearenas, Campo, Canal de Berdún, Canfranc, Capella, Casbas de Huesca, Castejón de Sos, Castejón del Puente, Castiello de Jaca, Castillazuelo, Colungo, Chía, Chimillas, Estada, Estadilla, Fago, Fanlo, Fiscal, Fonz, Foradada de Toscar, El Frago, La Fueva, Gistaín, El Grado, Graus, Hoz de Jaca, Hoz y Costeán, Huerto, Huesca, Ibieca, Igriés, Ilche, Jaca, Jasa, La Sotonera, Labuerda, Longás, Laluenga, Perdiguera, Lascellas-Ponzano, Laspuña, Loarre, Loporzano, Loscorrales, Lupiñén-Ortilla, Mianos, Monflorite-Lascasas, Monzón, Murillo de Gállego, Naval, Novales, Nueno, Olvena, Palo, Panticosa, Peñas de Riglos, Peraltilla, Perarrúa, Pertusa, Piracés, Plan, Pozán de Vero, La Puebla de Castro, Puente la Reina de Jaca, Puértolas, El Pueyo de Araguás, Quicena, Robres, Sabiñánigo, Sahún, Salas Altas, Salas Bajas, Salillas, Sallent de Gállego, San Juan de Plan, Sangarrén, Santa Cilia, Santa Cruz de la Serós, Santa Eulalia de Gállego, Santa Liestra y San Quílez, Santa María de Dulcis, Secastilla, Seira, Senés de Alcubierre, Sesa, Sesué, Siétamo, Tardienta, Tella-Sin, Tierz, Torla-Ordesa, Torralba de Aragón, Torres de Alcanadre, Torres de Barbués, Valle de Bardají, Valle de Hecho, Valle de Lierp, Vicién, Villanova, Villanúa, Yebra de Basa y Yésero.

## Diferencias de toponimia
El aragonés cambió con la influencia del castellano. Hubo cambios en los locativos cuando el castellano se extendió a la región tradicional del aragonés. Estos cambios reflejan las diferencias entre las lenguas con respecto a la ortografía y la pronunciación.
En ciertos casos, el nombre aragonés está en cooperación con la estructura fonética de castellano. En estos casos, el nombre aragonés sobrevive en el castellano, como en el caso de Bielsa, Estada y Fago. En otros casos, la ortografía cambia para reflejar la pronunciación de la palabra, como en el caso de Alastuei o Varbenuta:
| Aragonés     | Castellano   | GLOSA        |
| ------------ | ------------ | ------------ |
| Bielsa       | Bielsa       | Belsa        |
| Las Colladas | Las Colladas | Collatas     |
| Estada       | Estada       | Stata        |
| Fago         | Fago         | Fagu         |
| Alastuei     | Alastuey     | prelat. -OI  |
| Barbenuta    | Barbenuta    | Valle Menuta |
En otros casos, hay una sustitución de los diptongos aragoneses /ia/, /ua/ con los diptongos castellanos /ie/, /ue/. También, hay un cambio del /a/ aragonés al /e/ castellano.
| Aragonés           | Castellano | GLOSA         |
| ------------------ | ---------- | ------------- |
| Yaba               | Yeba       | prelat. EBA   |
| Biascas (d’Obarra) | Biescas    | ie. Vesca     |
| Buarba             | Buerba     | prelat. Borba |
| Guasa (de Broto)   | Buesa      | prelat. Bosa  |
Hay cambios gráficos de las consonantes, por ejemplo la consonante aragonesa <x> se sustituye por las castellanas <j> o <g>, por ejemplo en los topónimos Caixigar y Fraixen a Cajigar y Fragén. También hay sustitución del sonido /d/ por /t/ y de /b/ por /p/. Este cambio es ejemplificado en la palabra Pandicosa y Cámbol.
| Aragonés    | Castellano | GLOSA          |
| ----------- | ---------- | -------------- |
| Caixigar    | Cajigar    | celt. Caxicare |
| Cáxol       | Cájol      | Capsulu        |
| Fraixen     | Fragen     | Fraxinu        |
| Fraxinal    | Fraginal   | Fraxinale      |
| Crexenzán   | Cregenzán  | Crescentianu   |
| Ixabierre   | Javierre   | bc. Etxe Berri |
| Cosculluela | Coscojuela | Cusculiola     |
| Cámbol      | Cámpol     | Campulu        |
| Pandicosa   | Panticosa  | Pantica        |
Existe un cambio de los artículos aragoneses, |os, as, lo| a los artículos castellanos, |los, las, el|. También hay una sustitución del morfema de plural |s| del aragonés por el plural |es| del castellano y de la terminación aragonesa –au a la castellano –ado.
| Aragonés         | Castellano        | GLOSA           |
| ---------------- | ----------------- | --------------- |
| A Lecina         | La Lecina         | Illa Ilicina    |
| Os Anglis        | Losanglis         | Illos Ang(u)los |
| Os Corrals       | Los Corrales      | Illos Currales  |
| Bunyals          | Buñales           | Bunnales        |
| Formigals        | Formigales        | Formicales      |
| Barbunyals       | Barbuñales        | Valle Bunnales  |
| Paúls (de Sarsa) | Paúles (de Sarsa) | Padules         |
| Linars           | Linás             | Linares         |
| Lo Grau          | El Grado          | Gradu           |

## Literatura
La lengua aragonesa ―también llamada navarroaragonesa en su etapa medieval― no ha gozado, a lo largo de su historia, del prestigio literario con el que cuentan las otras lenguas romances de la península ibérica. 
Las Glosas Emilianenses (siglo X) son el primer testimonio escrito de la lengua aragonesa. Esta afirmación, que se opone a la que considera dichas glosas como castellanas, se sustenta en el análisis lingüístico, en los que muchos de los rasgos aparecen como claramente aragoneses. Es el caso de -it- resultante de -ct- (muito, feito), de la diptongación ante yod (uellos, tiengo), o de ciertas formas verbales, como las del verbo ser, y léxicas.
Pero no será hasta los siglos XII y XIII que el aragonés comenzará a tener mayor presencia en los documentos escritos. De este período, destacan el Liber Regum —primera historia general con desarrollo narrativo amplio en una lengua románica peninsular—, Diez mandamientos —tratado doctrinal destinado a confesores— y el Vidal Mayor, obra jurídica donde aparecen compilados los fueros de Aragón. Textos como Razón feita d'amor, el Libre dels tres reys d'orient o la Vida de Santa María Egipciaca presentan asimismo claros rasgos aragoneses. 
Ya en el siglo XIV, despunta la personalidad de Juan Fernández de Heredia, humanista, historiador y autor de la Grant Crónica d'Espanya y de la Crónica de los Conquiridores, entre otras obras. Fue también quien se encargó de traducir al aragonés obras clásicas de la Antigüedad, como las Vidas paralelas de Plutarco. No obstante, el aragonés utilizado en estas obras presenta ya un claro polimorfismo, en el que aparecen castellanismos, catalanismos y cultismos. 
Más aragonesa se presenta la Crónica de San Juan de la Peña, del mismo siglo, que incluye los versos prosificados de un cantar de gesta, el Cantar de la Campana de Huesca, que dataría de fines del siglo XII o principios del XIII. También se realizan otras traducciones en esta época, como la del Libro de las maravillas del mundo, libro de viajes de John Mandeville.
A partir del siglo XV, con la entrada de dinastías castellanas en Aragón, la lengua aragonesa sufrirá un progresivo desprestigio social que repercutirá en su literatura. Los versos de Eiximén Aznáriz serán lo más destacable de un siglo en el que los escritores aragoneses irán adoptando, en su mayoría, la nueva lengua de la corte y de las capas altas, el castellano. De este modo, el siglo XVI verá ya escritores aragoneses en lengua castellana, en la cual contará con autores de la talla de Baltasar Gracián o los hermanos Lupercio y Bartolomé Leonardo de Argensola. No obstante, estos siglos seguirán viendo una importante presencia del aragonés en la literatura aljamiada (escrita con grafía arábiga), como se aprecia en el Poema de Yuçuf, estudiado por Menéndez Pidal y en muchos manuscritos y fragmentos de obras como Las mil y una noches.
El teatro renacentista en Aragón es cultivado por Jaime de Huete, que escribió en la primera mitad del siglo XVI sus comedias Tesorina y Vidriana, que incluían diálogos procedentes del habla popular con abundantes aragonesismos.
La lengua aragonesa, convertida cada vez más en una lengua de ámbito rural y familiar, adoptará en los siglos siguientes un carácter marcadamente popular. El siglo XVII contará con escritores aislados que, conscientes de las diferencias entre el habla del pueblo (aragonesa) y la adoptada por los escritores, mirarán de remedar aquella para dar mayor realismo a sus obras. Será el caso de la abadesa Ana Abarca de Bolea, autora del poema Albada al Nacimiento, y también de las «pastoradas» desde el siglo XVIII, en las que el «repatán» se expresa a menudo en aragonés. Joaquín Costa en marzo de 1879 publicó en el Boletín de la Institución Libre de Enseñanza una curiosa fórmula de pastorada ribagorzana: «Todos los días de festa, se les menchan lo disná. — En donas de Mon de Roda, no te hi vaigas á casá.- Los capellans anaban en la procesión en sombrero...».
Los siglos XIX y XX verán un cierto renacer de la literatura aragonesa, si bien su condición de idioma minorizado y falto de una seria referencia estándar hará que los escritores traten sus temas, a menudo localistas, en su propia variedad dialectal del aragonés. Así, en 1844 aparece en aragonés de Almudévar la novela Vida de Pedro Saputo, de Braulio Foz. Ya en el siglo XX destacan: en cheso las comedias costumbristas de Domingo Miral y la poesía de Veremundo Méndez; en grausino, los escritos populares de Tonón de Baldomera; en estadillano, los versos de Cleto Torrodellas Español y los escritos, en verso y en prosa, de Cleto José Torrodellas Mur; en somontanés, los relatos costumbristas de Pedro Arnal Cavero, así como la popular novela de Juana Coscujuela, A Lueca, istoria d'una mozeta d'o Semontano.

## Ejemplos
Algunos ejemplos del aragonés ansotano recogidos por Jean-Joseph Saroïhandy, junto con una traducción al castellano son:
- Me fan goyo los tuyos uellos. (Me gustan tus ojos).
- Quálo ye lo nueso? (¿Cuál es el nuestro?).
- A pleviu y ya está xuta la carrera. (Ha llovido y ya está seca la calle).
- Devant d’a caseta bi’staba una xerata que itava muita flama. (Delante de la casita había una hoguera que echaba mucha llama).
- No sabevai o que m’heva pasau. (No sabía lo que me había pasado).
- Puyoron enta loma. (Subieron hacia la loma).
- En i’stá muitas. Quántas en bi’stá! (Hay muchas. ¡Cuántas hay!)